# Liu Xiu
Liu Xiu (劉秀T, Liú XiùP; 15 gennaio 5 a.C. – 29 marzo 57), zì: Wenshu (文叔T, WénshūP), shì hào: Guangwu (光武T, GuāngwǔP), fu il primo imperatore della dinastia Han Orientale, instaurò il proprio potere nel 25 d.C. Regnò sulla Cina dall'anno 36 sino alla sua morte.

## Biografia

### Primi anni
Liu Xiu era uno dei molti discendenti della casa reale presenti nel periodo dell'usurpazione del trono da parte di Wang Mang, quindi nella seguente guerra civile contro la nascente dinastia Xin. Suo antenato diretto, da sei generazioni era l'Imperatore Jing, suo padre Liu Qin sposò la figlia di un tale Fan Chong ed ebbe oltre lui due figli: Liu Yan e Liu Zhong. Liu Qin morì giovane ed i figli vennero cresciuti dallo zio Liu Liang. Nell'anno 8 dc Wang Mang fondò la dinastia Xin ponendo temporanea fine agli Han, Liu Yan si mostrò ben presto ambizioso e più volte considerò l'ipotesi di una ribellione mentre il futuro imperatore sembrava contento di poter divenire un semplice fattore.

### La ribellione con il fratello Liu Yan
Nel 22 d.C., data convenzionale in cui formalmente si fa ribellare l'intero impero contro l'incompetenza di Wang Mang, Liu Yan prepara la sua insurrezione con i propri fratelli, con l'amico Li Tong e suo cugino Li Yi, programmando il rapimento del Governatore del distacco di Nanyang (nella regione Henan) in modo da convincere la gente che vi viveva ad unirsi alla loro causa. I giovani di Chongling, il loro paese natale, erano spaventati all'idea della ribellione e vi presero parte dopo aver appreso della presenza del caritatevole Liu Xiu. Ma la notizia trapelò, Li Tong e Li Yi fuggirono per salvarsi la vita (sebbene la loro famiglia venne massacrata), Liu Yan fu costretto a cambiare piano e a chiedere il supporto di due eserciti contadini da Xinshi e Pinglin con cui ottenne alcuni successi militari. Incoraggiati da questo decisero di affrontare frontalmente il nemico a Wancheng ove però subirono una grande sconfitta e patirono la morte in battaglia del fratello Liu Zhong e della sorella Liu Yuan. Il fratello sopravvissuto sapientemente riuscì a far rimanere coese le forze rimanenti e ad ottenere l'appoggio delle forze agrarie di Xiajiang. Nel 23 d.C. ottennero una grande vittoria contro Xin, uccidendo Zhen Fu, un governatore.

### Ufficiale sotto l'Imperatore Gengshi
Durante questo periodo cominciano in molti a mostrare gelosie verso i due fratelli, innalzano un loro cugino di terzo grado, Liu Xuan che prende il nome di Generale e che successivamente verrà spinto a reclamare il sacro ruolo dichiarandosi Imperatore Gengshi. Liu Xiu ottiene il ruolo di Generale mentre suo fratello è nominato Primo Ministro.
Wang Mang avvertendo questa come una grossa minaccia manda il Primo Ministro Wang Xun con 430 000 uomini a debellare il regime Han. Liu Xiu prende in mano la situazione, lasciando ritirare le proprie truppe presso il piccolo paese di Kunyang mentre il resto dell'esercito guidato dal fratello si reca a cingere d'assedio Wancheng. Il futuro imperatore fa uscire alcuni uomini dal paese per attirare il nemico dall'esterno. Wang Xun esce con diecimila uomini per dare battaglia ma viene ucciso da Liu Xiu, il resto delle truppe rimaste tra le mura escono ad attaccare i terrorizzati uomini di Xin che vengono totalmente sconfitti.
La vittoria purtroppo non basta, L'Imperatore Gengshi è timoroso delle capacità di Liu Yan, con un pretesto e con il tradimento dell'amico Li Yi lo fa condannare a morte mentre Liu Xiu è al fronte. Al ritorno non osa seppellire il defunto fratello preso dal senso di colpa. L'imperatore colmo di vergogna a causa del silenzio di Liu Xiu, lo risparmia e lo nomina Marchese di Wuxin. In questi anni egli sposerà l'amore infantile Yin Lihua, rinomata bellezza.

### La fine degli Xin e la morte di Liu Yan
La dinastia Xin e la capitale Chang'an cadono per mano di Gengshi, che decide di pianificare lo spostamento della capitale presso Luoyang, nominando intanto Liu Xiu Governatore di quella regione e commissario per la riparazione dei palazzi e degli uffici di governo. Egli si distingue per organizzazione e talento, viene mandato a nord del Fiume Giallo ove viene amato dal popolo per la sua carità. in questo periodo si unisce a lui colui che sarà poi suo Primo Ministro, Deng Yu e lo stesso fanno altre figure importanti come Feng Yi che lo invitano a prendere in considerazione la prospettiva d'indipendenza. Un indovino nel frattempo proclama un figlio dell'Imperatore, Wang Lang, come degno successore dell'impero, scatenando una nuova ribellione. Liu Xiu è costretto a ritirarsi a Pechino, poi torna a combattere rischiando più volte d'essere ucciso. In molti però sono coloro che gli danno supporto e che gli permettono di radunare grandi forze, tali da vincere ed uccidere Wang Lang. L'Imperatore Gengshi lo nomina Principe di Xiao.

### La proclamazione ad Imperatore
Nell'autunno del 24 continuava la pacificazione della popolazione agraria, approfittando dell'evento per aumentare i suoi ranghi. Cominciò a circondarsi di ufficiali fedeli alla sua persona rimpiazzando quelli fedeli all'imperatore, rafforzando il suo potere e la sua influenza nel Nord. Non entrò in merito poi nel conflitto tra i potenti Chimei (ribelli contadini, detti Sopraccigli rosse) e Gengshi lasciando che essi si distruggessero vicendevolmente nel conflitto, mentre mandava Deng Yu ad assediare la regione di Shanxi che nel 25 entra sotto l'influenza di Liu Xiu che grazie alla copertura fornita dal titolo di Principe di Xiao, esercitava il suo potere sostenendo che esso fosse in nome del suo Signore. Nell'estate di quell'anno si proclamerà Imperatore diretto degli Han prendendo il nome di Guangwu. Il regime di Gengshi venne distrutto dalla guerra civile e dai Chimei che sostenevano la causa di un altro pretendente al trono, Liu Penzi. Dopo aver rovesciato il precedente imperatore, saccheggiarono la regione di Guanzhong per rifornirsi e si diressero dunque verso Shandong, la loro provenienza d'origine. L'imperatore Guangwu anticipò questa mossa e tagliò loro la strada di ritorno, sconfiggendoli a Luoyang ma risparmiando sia il leader Chimei che il loro pretendente Liu Penzi.

### La riunificazione della Cina
Sconfitto il nemico più pericoloso e confidando sulla legittimità conquistata, sotto il nome della Dinastia degli Han orientali si concentrò all'unificazione delle terre. Molti erano i signori rivali da affrontare, eppure preferendo la diplomazia ad una estenuante campagna chiese ai vari stati di unirsi al suo impero, cosa che fecero Wei e Dou nel 29, ponendo in questo modo fine alle mire espansive del nord di Gongsun Shu. Il figlio ed erede di Liu Yong, un altro pretendente al trono, venne sconfitto dalle truppe orientali ed ucciso, un influente Principe di Yan venne massacrato in una rivolta di schiavi mentre quello di Qi fece atto di sottomissione, favorendo in questo modo il dominio di tutto l'est agli Han orientali. Nel 30, Wei tenta inspiegabilmente di ottenere la propria indipendenza e cerca di convincere Dou ad unirsi per combattere l'impero, ma non vi riesce. Guangwu non volendo scegliere la via della guerra, scrive lettere con toni umili sia a Wei che a Gongsun Shu cercando la loro spontanea sottomissione. Wei accetta ma continua ad agire da indipendente, Gongsun rifiuta ma non agisce in alcun modo contro l'Impero. Comprendendo l'impossibilità di un'annessione pacifica, fa partite una campagna nell'estate contro lo stato di Wei che però si sottomette a Gongsun. Dou rifiuta d'allearsi con i ribelli ed anzi muove un attacco congiunto con l'imperatore. Dopo alcune vittorie, il Re di Wei trova la morte nel 33, succede il figlio Wei Chun. Nel 34, il regnante si arrende dopo la caduta della Capitale Luomen, l'imperatore concentra la sua attenzione a nord contro Chengjia. Invece di combattere sul campo aperto, Gongsun Shu introduce delle spie per far uccidere i generali nemici e riesce parzialmente nell'intento. L'esercito si ritira e si riunisce in campagna nel 36, circondando Chengdu seppure con iniziale fallimento. Si comincia a pensare la ritirata, quando il luogotenente Zhang Kan invita a resistere e con un trucchetto fa uscire il regnante rivale che verrà ucciso mortalmente durante lo scontro. In quell'anno si ribella anche Dou, nonostante il regnante venga nominato Principe di Dai, la ravvisaglia si concluderà nel 42. L'Imperatore Guangwu, una volta unificata la nazione, dovrà muovere alcune campagne contro i popoli barbari del nord, contro una regina vietnamita e contro Shache di Xiyu, dopo una petizione mossa dalle popolazioni locali che richiedevano il recupero di quelle zone una volta comandate dagli Han. L'imperatore dopo un tentativo poco convinto decise di declinare l'offerta.

### Un imperatore illuminato
Emana alcune riforme sulla proprietà terriera e sulla suddivisione territoriale per sopperire agli squilibri strutturali che avevano portato alla caduta dell'Impero, le sue direttive sopravvissero per i duecento anni successivi della famiglia Han. Le campagne militari mosse dall'Imperatore potevano contare sull'apporto di molti validi generali, ma curiosamente era grande la mancanza di validi strateghi che portarono il vantaggio di farlo brillare nella tattica e nell'arte della guerra. Molti imperatori successivi, basandosi su questo esempio tentarono di emularlo proclamandosi grandi strateghi, ma la mancanza del suo stesso acume e della sua esperienza bellica portò spesso a risultati disastrosi. Altrettanto insolito e forse raro esempio nella storia cinese, fu la giusta combinazione tra misericordia e decisione dell'Imperatore, molto spesso preferiva l'uso della pace rispetto a quello della violenza nelle zone sotto il suo controllo e verso quelle da sottomettere. Non soffriva di gelosia o di paranoia e nessuno dei suoi ufficiali che aveva contribuito alla vittoria, organizzò tradimenti o ribellioni
Nel 57 d.C., muore l'Imperatore Guangwu, gli succederà il figlio Zhuang che ascenderà al trono col nome di Imperatore Ming.